# 강서준
강서준(1986년 8월 2일 ~ )은 대한민국의 배우이다.

## 학력
- 한국예술종합학교 연기과

## 연기 활동

### 드라마
| 연도 | 방송사 | 제목                                       | 역할            | 비고               |
| ---- | ------ | ------------------------------------------ | --------------- | ------------------ |
| 2009 | SBS    | 아침연속극 《녹색마차》                    | 양기자          |                    |
| 2009 | SBS    | 일일드라마 《아내가 돌아왔다》             | 맞선남          |                    |
| 2009 | SBS    | 특집드라마 《아버지, 당신의 자리》         | 허영호          |                    |
| 2009 | SBS    | 드라마스페셜 《크리스마스에 눈이 올까요?》 | 경수            | 16부작             |
| 2010 | SBS    | 월화드라마 《나는 전설이다》               | 하민규          | 16부작             |
| 2010 | SBS    | 주말극장 《웃어요 엄마》                   | 감독            | 50부작 (특별출연)  |
| 2011 | SBS    | 주말특별기획 《신기생뎐》                  | 허두석          | 52부작             |
| 2011 | SBS    | 주말극장 《내사랑 내곁에》                 | 박형민          | 50부작             |
| 2011 | SBS    | 월화드라마 《무사 백동수》                 | 홍명주          | 29부작             |
| 2012 | SBS    | 주말극장 《맛있는 인생》                   | 서형진          | 39부작             |
| 2013 | tvN    | 일일드라마 《미친 사랑》                   | 윤찬기          | 100부작            |
| 2013 | SBS    | 주말극장 《열애》                          | 박종혁          | 47부작             |
| 2014 | SBS    | 월화드라마 《비밀의 문》                   | 민우섭          | 24부작             |
| 2015 | SBS    | 아침연속극 《어머님은 내 며느리》          | 백창석          | 136부작            |
| 2015 | OCN    | 일요드라마 《귀신 보는 형사 처용 2》       | 김대호          | 10부작             |
| 2015 | SBS    | 주말 특별기획 《애인 있어요》              | 용기의 직장동료 | 50부작             |
| 2016 | KBS1   | 일일연속극 《별난가족》                    | 구충재          | 149부작            |
| 2017 | SBS    | 아침드라마 《해피시스터즈》                | 이진섭          | 120부작            |
| 2019 | MBC    | 월화드라마 《특별근로감독관 조장풍》       | 이동영          | 32부작             |
| 2020 | SBS    | 아침드라마 《엄마가 바람났다》             | 박태섭          | 120부작 (특별출연) |
| 2021 | tvN    | 토일드라마 《악마판사》                    |                 |                    |
| 2022 | ENA    | 수목드라마 《얼어죽을 연애따위》           | 황장군          | 16부작             |

### 공연
- 2014년 《꽃미남탕》 ... 만용 역